# Ganimedes (mitologia)
Ganimedes (także Ganimed, Ganymedes, Ganymed, gr. Γανυμήδης Ganymḗdēs, łac. Ganymedes) – w mitologii greckiej piękny młodzieniec, ukochany boga Zeusa, królewicz trojański, podczaszy na Olimpie.
Uchodził za syna Trosa i Kalliroe. Był najpiękniejszym młodzieńcem, w którym zakochał się Zeus. Został porwany na Olimp przez orła lub samego Zeusa w postaci orła, aby tam roznosił Zeusowi i bogom ambrozję oraz nektar.
Do homoseksualnej relacji Zeusa i Ganimedesa wielokrotnie nawiązują, nierzadko w bardzo jednoznaczny sposób, Marcjalis i Juwenalis.
Imieniem królewicza nazwano jeden z księżyców Jowisza – Ganimedes. Pomysłodawcą nazwy był Simon Marius.